# Associazione Calcio Legnano 1979-1980
Questa voce raccoglie le informazioni riguardanti l'Associazione Calcio Legnano nelle competizioni ufficiali della stagione 1979-1980.

## Stagione

Oscar Lesca, tra i migliori Lilla di tutti i tempi: al Legnano dal 1968 al 1970, ancora dal 1971 al 1975 e infine dal 1978 al 1984.

L'iscrizione dei Lilla al campionato 1979-1980 di Serie C2 è fortemente a rischio a causa di grandi difficoltà finanziarie. In questo contesto Luciano Sassi, allenatore del Legnano nella stagione precedente, lascia i Lilla stanco di avere a disposizione un organico non all'altezza e di barcamenarsi tra la salvezza e la retrocessione. A questo punto interviene l'associazione Famiglia Legnanese, che riesce a trovare i finanziatori necessari per salvare il Legnano: come presidente dei Lilla viene rieletto Giovanni Mari. La nuova dirigenza, con l'obiettivo della promozione in Serie C1, decide di ingaggiare un nuovo allenatore, Adelio Crespi. Sul fronte del calciomercato sono venduti i difensori Alessandro Cribio e Dario Lorini, il centrocampista Maurizio Locatelli e gli attaccanti Romualdo Capocci, Sergio Fornara, Cosimo Scardino e Carlo Tresoldi. Vengono acquistati il difensore Renato Pellegri, il centrocampista Claudio Zitta e gli attaccanti Giuseppe Ticozzelli e Sergio Stefani.
Nella stagione 1979-80 il Legnano disputa il girone B della Serie C2 classificandosi al 4º posto con 43 punti, a 5 lunghezze dalla zona promozione. Il campionato inizia con risultati altalenanti, che portano il Legnano a veleggiare a metà classifica. In seguito i Lilla disputano un ottimo girone di ritorno, che consente al Legnano di risalire il graduatoria. Degne di nota sono la vittoria all'8ª giornata contro il Fanfulla e il successo alla 14ª giornata contro la Pro Patria. In Coppa Italia Semiprofessionisti, invece, i Lilla giungono al primo posto del girone 4 a pari punti con il Varese, che passa il turno a scapito del Legnano per migliore differenza reti.

## Divise
| Casa |

## Organigramma societario
Area direttiva
- Presidente: comm. Giovanni Mari

Area tecnica
- Allenatore: Adelio Crespi

## Rosa
| N. |                   | Ruolo | Calciatore              |
| -- | ----------------- | ----- | ----------------------- |
|    | Italia (bandiera) | P     | Luigi Belletta          |
|    | Italia (bandiera) | C     | Paolo Camatta           |
|    | Italia (bandiera) | D     | Mario Cautillo          |
|    | Italia (bandiera) | A     | Dario Colombo           |
|    | Italia (bandiera) | p     | Claudio De Mattè        |
|    | Italia (bandiera) | A     | Giambattista Fostinelli |
|    | Italia (bandiera) | A     | Giovanni Fumagalli      |
|    | Italia (bandiera) | A     | Daniele Gelosi          |
|    | Italia (bandiera) | C     | Marcello Grandi         |
|    | Italia (bandiera) | D     | Oscar Lesca             |
|    | Italia (bandiera) | D     | Nicola Liquindoli       |

| N. |                   | Ruolo | Calciatore          |
| -- | ----------------- | ----- | ------------------- |
|    | Italia (bandiera) | C     | Daniele Magnani     |
|    | Italia (bandiera) | C     | Antonio Mambretti   |
|    | Italia (bandiera) | A     | Davide Onorini      |
|    | Italia (bandiera) | D     | Renato Pellegri     |
|    | Italia (bandiera) | C     | Giovanni Rota       |
|    | Italia (bandiera) | A     | Sergio Stefani      |
|    | Italia (bandiera) | C     | Cesare Terreni      |
|    | Italia (bandiera) | A     | Giuseppe Ticozzelli |
|    | Italia (bandiera) | C     | Giovanni Xotta      |
|    | Italia (bandiera) | C     | Claudio Zitta       |

## Risultati

### Campionato

#### Girone di andata
| Arbitro: | Serboli (Arezzo) |

|           |           |                                        |
| Lesca 44’ | Marcatori | 14’ Berlini 50’, 83’Pezzato 88’ Perego |

| Arbitro: | Chiesa (genova) |

|              |           |  |
| Andretta 15’ | Marcatori |  |

| Arbitro: | Viterbo (Ivrea) |

|                 |           |  |
| Rota 77’ (rig.) | Marcatori |  |

| Venezia 21 ottobre 1979 4ª giornata | Venezia           | 0 – 0 | Legnano | Stadio Pier Luigi Penzo\| Arbitro: \| Pavirani (Cesena) \| |
| Arbitro:                            | Pavirani (Cesena) |       |         |                                                            |

| Arbitro: | Casciello (Nola) |

|                                     |           |                    |
| Gelosi 18’ Liquindoli 30’ Lesca 77’ | Marcatori | 63’ (rig.) Lizzari |

| Arbitro: | Bin (Torino) |

|                                          |           |                     |
| Canazzo 42’ (rig.) Ziviani 53’, 59’, 79’ | Marcatori | 82’ (rig.) Pellegri |

| Arbitro: | T. Sanna (Alghero) |

|                                               |           |             |
| Zitta 3’ Onorini 46’ Ticozzelli 75’ Xotta 78’ | Marcatori | 13’ Colloca |

| Arbitro: | Belfiori (Perugia) |

|  |           |               |
|  | Marcatori | 5’ Liquindoli |

| Arbitro: | Catania (Roma) |

|                          |           |  |
| Zitta 10’ Ticozzelli 37’ | Marcatori |  |

| Modena 2 dicembre 1979 10ª giornata | Modena              | 0 – 0 | Legnano | Stadio Alberto Braglia\| Arbitro: \| Jacobello (Catania) \| |
| Arbitro:                            | Jacobello (Catania) |       |         |                                                             |

| Arbitro: | Allegrezza (Pesaro) |

|                                     |           |                          |
| Zitta 24’ Ticozzelli 45’ Gelosi 71’ | Marcatori | 36’ Di Stefano 77’ Zerbi |

| Arona 16 dicembre 1979 12ª giornata | Arona             | 0 – 0 | Legnano | Campo Comunale\| Arbitro: \| Laudato (Taranto) \| |
| Arbitro:                            | Laudato (Taranto) |       |         |                                                   |

| Seregno 30 dicembre 1979 13ª giornata | Seregno             | 0 – 0 | Legnano | Stadio Ferruccio\| Arbitro: \| Coppetelli (Tivoli) \| |
| Arbitro:                              | Coppetelli (Tivoli) |       |         |                                                       |

| Arbitro: | Tosti (Livorno) |

|                             |           |               |
| Onorini 22’ Rota 90’ (rig.) | Marcatori | 88’ Puricelli |

| Arbitro: | P.L. Damiani (Cagliari) |

|              |           |             |
| Bivi 5’, 77’ | Marcatori | 50’ Stefani |

| Arbitro: | Ramacci (Latina) |

|                     |           |  |
| Zitta 31’ Xotta 62’ | Marcatori |  |

| Arbitro: | Amendolia (Messina) |

|               |           |  |
| Inferrera 25’ | Marcatori |  |

#### Girone di ritorno
| Arbitro: | Creati (Acireale) |

|                                                 |           |  |
| Berti 17’, 79’ Vitale 50’ Idini 58’ Pezzato 75’ | Marcatori |  |

| Arbitro: | Coppetelli (Tivoli) |

|                 |           |                |
| Rota 47’ (rig.) | Marcatori | 67’ Cianchetti |

| Adria 17 febbraio 1980 20ª giornata | Adriese              | 0 – 0 | Legnano | Stadio Luigi Bettinazzi\| Arbitro: \| Di Sabatino (Teramo) \| |
| Arbitro:                            | Di Sabatino (Teramo) |       |         |                                                               |

| Arbitro: | Giannoni (Jesi) |

|                         |           |            |
| Ticozzelli 7’ Zitta 46’ | Marcatori | 79’ Conean |

| Arbitro: | Jacobello (Catania) |

|                   |           |                          |
| Canovi 88’ (rig.) | Marcatori | 69’ Zitta 85’ Ticozzelli |

| Arbitro: | Fassari (Catania) |

|                            |           |                    |
| Onorini 9’ Rota 44’ (rig.) | Marcatori | 83’ (rig.) Ziviani |

| Desio 16 marzo 1980 24ª giornata | Aurora Desio       | 0 – 0 | Legnano | Stadio Comunale\| Arbitro: \| Tarantola (Genova) \| |
| Arbitro:                         | Tarantola (Genova) |       |         |                                                     |

| Arbitro: | Perdonò (Foggia) |

|                    |           |  |
| Ticozzelli 2’, 87’ | Marcatori |  |

| Arbitro: | T. Sanna (Alghero) |

|                             |           |                           |
| Angeloni 8’, 26’ Guerra 76’ | Marcatori | 39’ (aut.) Canzi 72’ Rota |

| Arbitro: | Meschini (Perugia) |

|                           |           |             |
| Gelosi 10’ Ticozzelli 83’ | Marcatori | 61’ Corallo |

| Arbitro: | Belfiori (Perugia) |

|                |           |                |
| Angiolillo 80’ | Marcatori | 18’ Ticozzelli |

| Arbitro: | Cerquoni (Macerata) |

|             |           |  |
| Onorini 37’ | Marcatori |  |

| Arbitro: | Di Sabatino (Teramo) |

|           |           |           |
| Zitta 85’ | Marcatori | 52’ Corti |

| Arbitro: | Bin (Torino) |

|                             |           |                           |
| Lesca 20’ (aut.) Lupone 50’ | Marcatori | 36’ Ticozzelli 53’ Gelosi |

| Arbitro: | Righetti (Finale Emilia) |

|                             |           |           |
| Onorini 7’ Fiore 71’ (aut.) | Marcatori | 13’ Da Re |

| Bolzano 1º giugno 1980 33ª giornata | Bolzano          | 0 – 0 | Legnano | Stadio Druso\| Arbitro: \| D'Alascio (Pisa) \| |
| Arbitro:                            | D'Alascio (Pisa) |       |         |                                                |

| Arbitro: | Baldini (Livorno) |

|                              |           |  |
| Xotta 6’, 76’ Ticozzelli 49’ | Marcatori |  |

### Coppa Italia Semiprofessionisti (girone 4)

#### Girone d'andata
| Legnano 26 agosto 1979 1ª giornata | Legnano | 0 – 1 | Varese | Stadio Comunale |

| 2 settembre 1979 2ª giornata |  | – Turno riposo Legnano |  |  |

| Arbitro: | De Marchi (Novara) |

|  |           |                  |
|  | Marcatori | 66’, 74’ Stefani |

#### Girone di ritorno
| Varese 9 settembre 1979 4ª giornata | Varese | 0 – 0 | Legnano | Stadio Franco Ossola |

| 16 settembre 1979 5ª giornata |  | – Turno riposo Legnano |  |  |

| Arbitro: | Giometti (Genova) |

|                |           |  |
| Ticozzelli 80’ | Marcatori |  |

## Statistiche

### Statistiche di squadra
| Competizione                    | Punti | Totale | Totale | Totale | Totale | Totale | Totale | DR |
| Competizione                    | Punti | G      | V      | N      | P      | Gf     | Gs     | DR |
| ------------------------------- | ----- | ------ | ------ | ------ | ------ | ------ | ------ | -- |
| Serie C2                        | 43    | 34     | 16     | 11     | 7      | 44     | 35     | +9 |
| Coppa Italia Semiprofessionisti | 5     | 4      | 2      | 1      | 1      | 3      | 1      | +2 |

### Statistiche dei giocatori
| Giocatore     | Serie C2 | Serie C2 |
| Giocatore     | Presenze | Reti     |
| ------------- | -------- | -------- |
| L. Belletta   | 30       | 0        |
| P. Camatta    | 2        | 0        |
| M. Cautillo   | 31       | 0        |
| D. Colombo    | 1        | 0        |
| C. De Mattè   | 4        | 0        |
| G. Fostinelli | 2        | 0        |
| G. Fumagalli  | 3        | 0        |
| D. Gelosi     | 24       | 4        |
| M. Grandi     | 27       | 0        |
| O. Lesca      | 34       | 2        |
| N. Liquindoli | 25       | 2        |
| D. Magnani    | 12       | 0        |
| A. Mambretti  | 10       | 0        |
| D. Onorini    | 30       | 5        |
| R. Pellegri   | 30       | 1        |
| G. Rota       | 33       | 5        |
| S. Stefani    | 12       | 1        |
| C. Terreni    | 3        | 0        |
| G. Ticozzelli | 32       | 11       |
| G. Xotta      | 32       | 4        |
| C. Zitta      | 29       | 7        |